# Edificio del gobierno de Ucrania
El edificio del gobierno de Ucrania (en ucraniano: Будинок Уряду, romanizado: Budynok Uriadu) está situado en el centro de Kiev y sirve como edificio administrativo del Consejo de Ministros de Ucrania. De 1941 a 1954, el edificio fue el más alto de la ciudad.

## Historia
El edificio fue diseñado inicialmente a petición del Comisariado del Interior del Pueblo (NKVD), mientras que se suponía que el gobierno estaría ubicado en el edificio que hoy ocupa el Ministerio de Asuntos Exteriores de Ucrania en la plaza Mijailiv. Sin embargo, los planes de construcción fueron cambiados y rechazados para que el edificio se ubicara en el distrito de la "Ciudad Alta". La decisión de cambiar de ubicación se tomó porque el edificio gubernamental junto con el Banco Nacional de Ucrania y la sede del Club del Gabinete de Ministros forman un patio compartido con acceso al búnker de seguridad de defensa antiaérea. Se rumorea también que el uso de los túneles podría conducir al edificio de la Rada Suprema y al edificio de la secretaría del Presidente. Por lo tanto, no es casualidad que todas estas instituciones se trasladaran de forma compacta al distrito de Lipki, cuya formación estuvo relacionada con el traslado de la capital de Ucrania de Járkov a Kiev en 1934.
Desde 2009, el Museo de Historia de los Gobiernos de Ucrania funciona en el edificio del gobierno de Ucrania. El museo ocupa cinco salas en el primer piso del ala que da a la calle Sadova y la exposición del museo habla de las actividades de los gobiernos que operaron en el territorio de la Ucrania moderna desde 1917 hasta la actualidad.

## Arquitectura
La estructura fue construida en los años 1936-1938 según el diseño del arquitecto Iván Fomín y parcialmente del arquitecto Pável Abrosimov. La fachada principal semicircular del edificio se abre hacia la calle Hrushevski. Está igualmente dividido por altas columnas corintias, cuyos capiteles y basas miden 2,5 metros de altura y están hechos de hierro fundido. Los pisos inferiores del edificio están revestidos con grandes bloques sin tallar de labradorita de Tulchín, mientras que los zócalos y portales son de granito pulido. En 1947 se fabricaron mástiles de aleación de metal y puertas decoradas.
Los interiores del edificio están casi completamente desprovistos de elementos decorativos.

## Galería

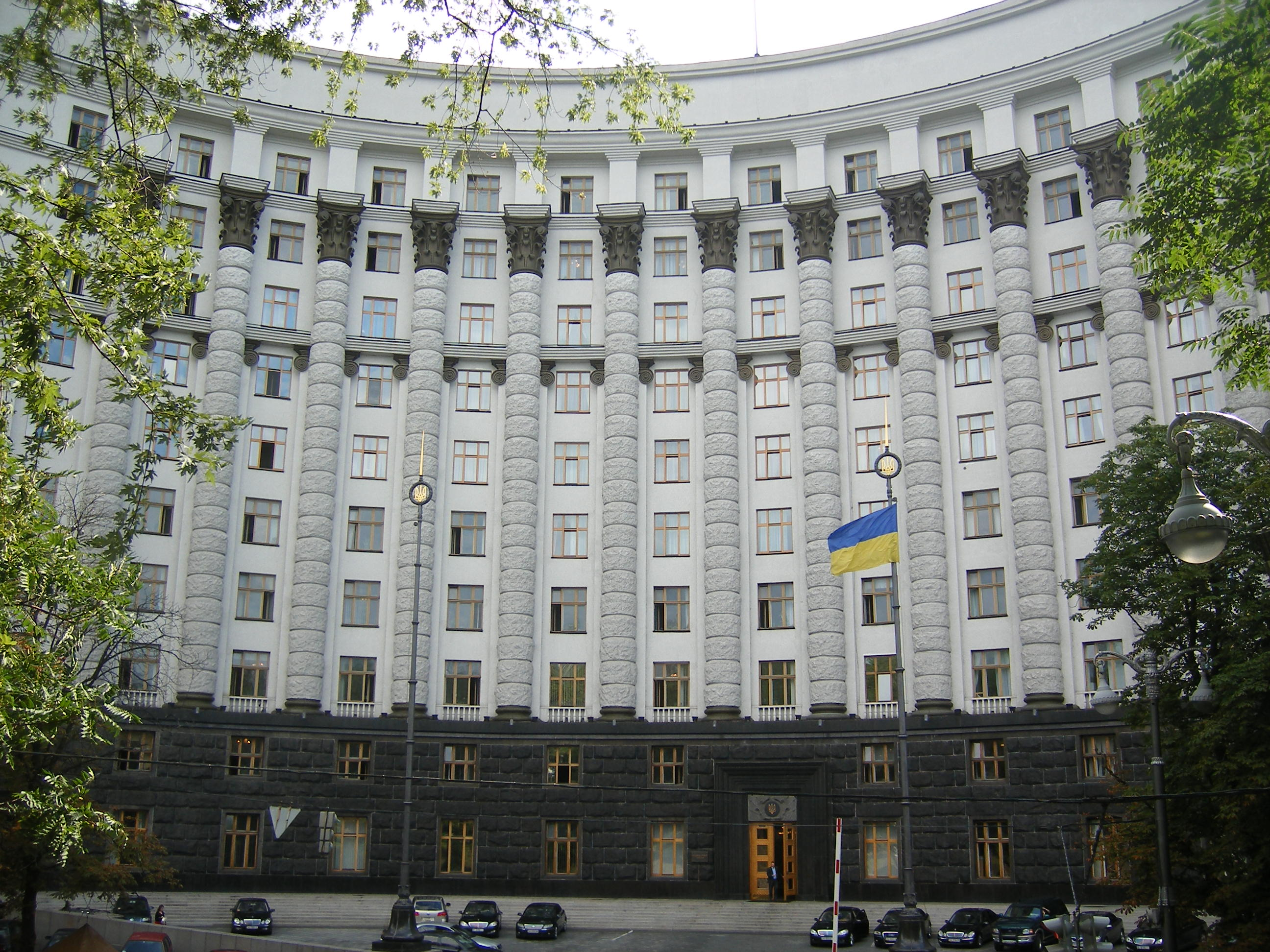
Vista frontal
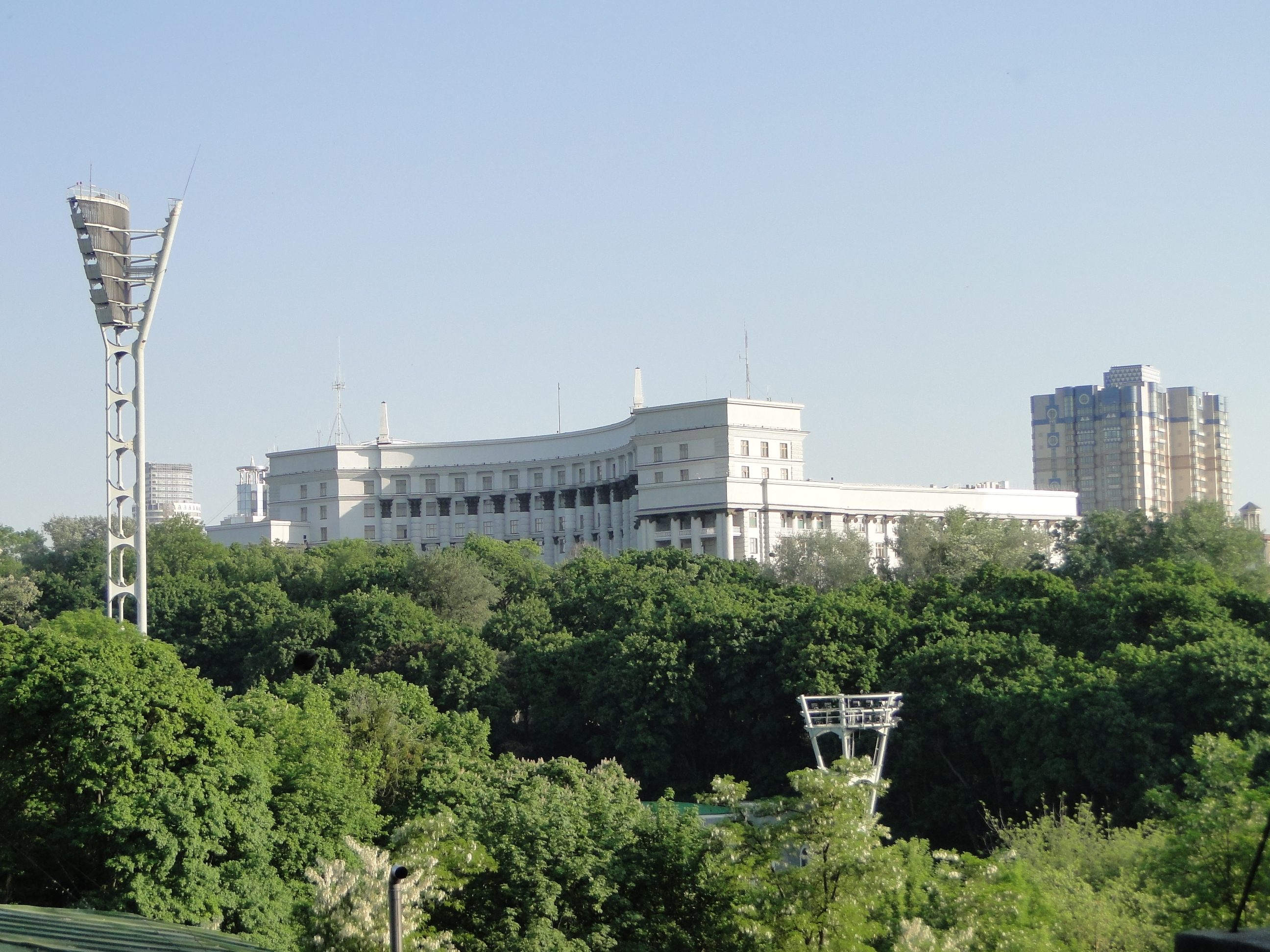
Parte superior del edificio